# ようてい農業協同組合
ようてい農業協同組合（ようていのうぎょうきょうどうくみあい、英称：JA Youtei ）は、北海道の後志地方（しりべし）に位置する虻田郡倶知安町（くっちゃん）に本所を置く農業協同組合で、略称はJAようていである。同農協の営業区域は、羊蹄山を中心として虻田郡倶知安町・ニセコ町・真狩村・留寿都村・喜茂別町・京極町、磯谷郡蘭越町および寿都郡黒松内町・寿都町の後志地方の南部一円である。

## 概要
1992年（平成4年）　蘭越町農協および寿都農協の合併により、新・蘭越町農協が発足
1997年（平成9年）　蘭越町農協、黒松内町農協、真狩村農協、ニセコ町農協、留寿都村農協、喜茂別町農協、京極町農協、倶知安町農協の8農協が合併して「ようてい農協」を設立。
名称の由来は営業区域の中央にそびえる羊蹄山から取った。
朝夕の寒暖の差があり、高原地帯特有の冷涼な気候と比較的長い日照時間で知られ、馬鈴しょやトウモロコシ、アスパラなどの畑作が盛んである。
- 正組合員数　1,610人（令和3年1月31日現在）
- 准組合員数　3,149人（令和3年1月31日現在）

## 事務所および所在地
- 本所・倶知安支所（虻田郡倶知安町南1条東2丁目5番地2）
- 黒松内支所（寿都郡黒松内町字黒松内284）
- 蘭越支所（磯谷郡蘭越町蘭越町104）
- ニセコ支所（虻田郡ニセコ町字里見65-1）
- 真狩支所（虻田郡真狩村字真狩45）
- 留寿都支所（虻田郡留寿都村字留寿都211-2）
- 喜茂別支所（虻田郡喜茂別町字喜茂別22-57）
- 京極支所（虻田郡京極町字京極683）

※ 寿都町は作付面積などが少ないため黒松内支所が所管している。

## 子会社
- 株式会社Ａコープようてい